# اسلام کریموف
اسلام عبدالغنی‌یویچ کریموف (به ازبکی: Islom Abdugʻaniyevich Karimov، Ислом Абдуғаниевич Каримов) (۳۰ ژانویه ۱۹۳۸ – ۲ سپتامبر ۲۰۱۶) اولین رئیس‌جمهور ازبکستان پس از فروپاشی اتحاد جماهیر شوروی در سال ۱۹۹۱ تا زمان مرگش در سال ۲۰۱۶ بود. از وی به‌عنوان یکی از دیکتاتورهای مستبد جهان یاد می‌شود.
پس از او شوکت میرضیایف در انتخاباتی که همان سال برگزار شد توانست با ۸۸٫۶٪ آرا به‌عنوان دومین رئیس‌جمهور این کشور انتخاب شود.

## زندگی‌نامه
اسلام کریموف در سمرقند به دنیا آمد.
کریموف در سال ۱۹۶۰ در رشته مهندسی مکانیک از مدرسه پلی‌تکنیک آسیای میانه فارغ‌التحصیل شد. در سال ۱۹۶۷ و پس از عضویت در کمیته برنامه‌ریزی جمهوری ازبکستان در رشتهٔ اقتصاد از انستیتو اقتصاد ملی تاشکند مدرک تحصیلات عالی خود را دریافت کرد. وی در سال ۱۹۸۳ به عنوان وزیر مالیه جمهوری شوروی ازبکستان برگزیده شد و در سال ۱۹۸۶ به‌عنوان نایب‌رئیس شورای وزیران و رئیس اداره برنامه‌ریزی دولتی ازبکستان انتخاب شد. کریموف از سال ۱۹۸۹ دبیر اول حزب کمونیست ازبکستان شده و در ۲۴ مارس ۱۹۹۰ به‌عنوان رئیس‌جمهور ازبکستان انتخاب شد. وی در ۳۱ اوت ۱۹۹۱ استقلال ازبکستان را از شوروی اعلام و چندی بعد در انتخابات این کشور با به‌دست‌آوردن ۶۸٪ آرا رئیس‌جمهور شد. در ماه مارس سال ۱۹۹۵، زمان ریاست‌جمهوری او بدون انتخابات تا سال ۲۰۰۰ تمدید شد. در سال ۲۰۰۲ دورهٔ ریاست‌جمهوری خود را با همه‌پرسی ۷ ساله کرد. در رأی‌گیری‌های ۲۰۰۷ و ۲۰۱۴ بیش از ۹۰ درصد رأی آورد. کریموف تا هنگام مرگ قدرت را در این کشور در دست داشت.

### زندگی شخصی
تاتیانا کریموا همسر کریموف است که در رشتهٔ اقتصاد درس‌خوانده و به کارهای علمی اشتغال دارد. او پسری به نام پِتر از همسر اول (ناتالیا) و دو دختر به نام‌های گلناره و لاله از همسر دوم خود تاتیانا دارد.

## حقوق بشر
گروه‌های حقوق بشری، جامعه جهانی و آمریکا را متهم می‌کنند که بخاطر اجازه وی به آمریکا و متحدانش برای استفاده از خاک آن کشور در حمله به افغانستان، نقض حقوق بشر، شکنجه و زندان با اتهامات بحث‌برانگیز، مهاجرت اجباری، اخته‌کردن اجباری در بیمارستان‌های دولتی و کار کودکان در مزارع پنبه در آن کشور را نادیده می‌گیرد. عفو بین‌الملل می‌گوید که حکومت اسلام کریموف که در کارنامه‌اش سرکوب و کشتار اندیجان در سال ۲۰۰۵ را دارد از شکنجه و فشارهای دیگر برای اقرار گرفتن از افرادی که احتمال دارد با احزاب اسلامی ممنوع‌شده ارتباط داشته باشند فروگذار نمی‌کند. مسدودکردن بسیاری از سایت‌های اینترنتی نیز از این دست اقدامات وی است.

## مرگ

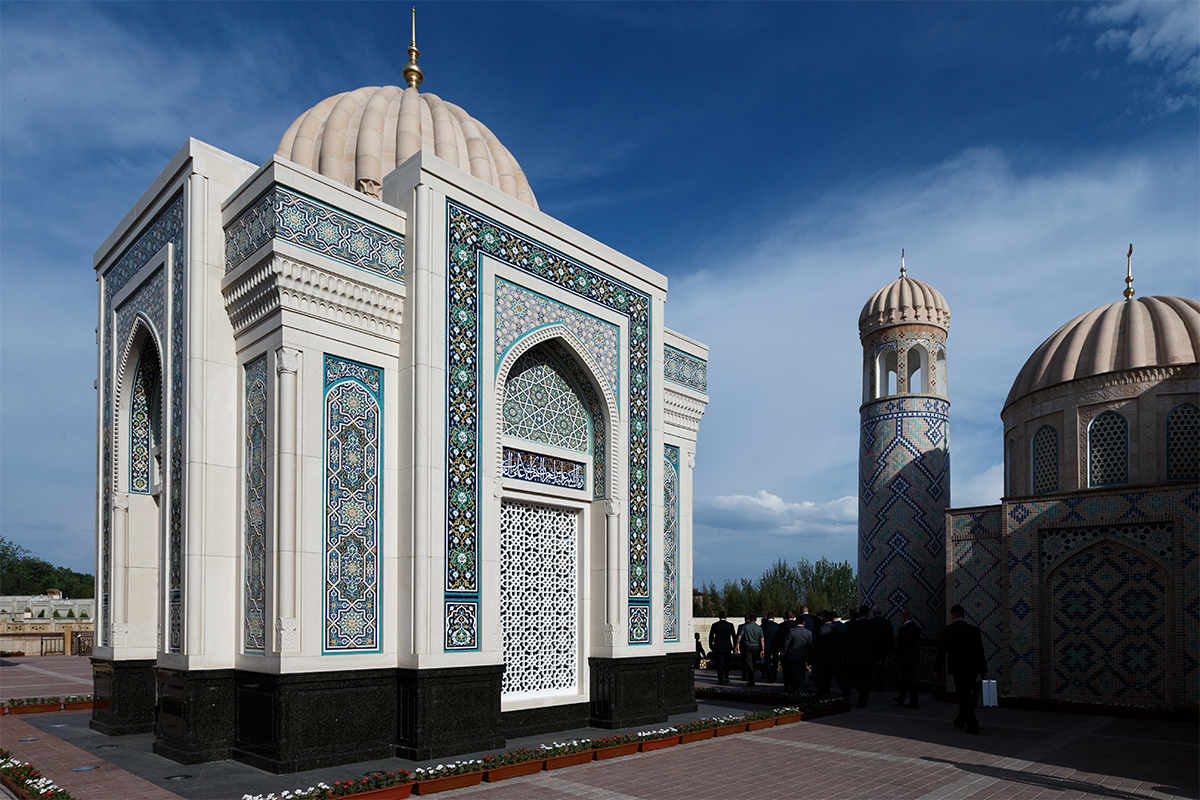
تصویری از مقبره کریموف

تا قبل از سال ۲۰۱۶ هیچگاه وضعیت سلامت او در دولت مورد بحث قرار نگرفت. در مارس ۲۰۱۶ شایعاتی مبنی بر سکته قلبی او پخش شد که پس از آن این شایعات رد شدند. وی پس از ۲۵ سال ریاست‌جمهوری در ازبکستان استقلال‌یافته، در ۲ سپتامبر ۲۰۱۶ در شهر تاشکند درگذشت. عصر روز شنبه سوم سپتامبر ۲۰۱۶، جسد اسلام کریموف برای دفن توسط یک هواپیمای دولتی از تاشکند به سمرقند منتقل شد.